# Brigância (antiga região)

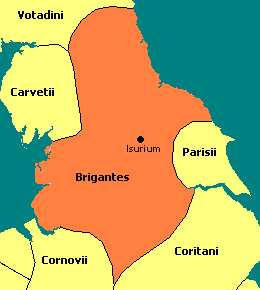
Território da Brigância, no norte da atual Inglaterra, e suas tribos vizinhas.

Brigância (em latim: Brigantia) é a terra habitada pelos Brigantes, uma tribo celta britânica que ocupava o maior território da antiga Grã-Bretanha. O território de Brigantia, que atualmente forma o norte da Inglaterra e parte das Midlands, cobria  grande parte das terras entre o rio Tyne e o rio Humber, formando o maior reino britônico da antiga Grã-Bretanha.

## História
Na forma de uma confederação livre, Brigância existiu como o território de uma série de pequenas tribos com os Peninos sendo descritos como constituindo o coração cunhado por alguns pesquisadores como sendo parte da Grande Brigância.